# 안테모사
《안테모사》(영어: Anthemoessa)는 한국 창작 뮤지컬이다.  《안테모사》는 ‘세이렌 신화'에 등장하는 꽃으로 뒤덮힌 낙원의 섬 ‘안테모사(Anthemoessa)’의 매력적인 세 여인에 얽힌 이야기를 모티브로 타인의 시선이 아닌 나의 시선으로 나를 정의하고 서로의 ‘다름’을 인정할 용기에 대해 이야기하는 작품이다.

## 줄거리
어느 외딴 마을의 자작나무 숲 속. 나무와 넝쿨, 꽃과 고물로 뒤덮인 안테모사 집에 백발의 세 여인 페이시노에, 텔레스, 몰페가 그들만의 낙원을 가꾸며 살고 있다. 어느날, 갓 마을 우체부 일을 시작한 제논이 약 20여년 만에 안테모사 집으로 갈 우편물을 배정받는다.

## 등장인물
- 페이시노에
- 텔레스
- 몰페
- 제논

## 제작진
- 연출: 심설인
- 극작/작사: 오혜인
- 작곡:강혜영
- 프로덕션: 공연창작소 M.A.P
- 안무가: 한선천

## 출연진
- 강지혜
- 장예원
- 고은영

## 공연  정보
- 2019년 12월 21일 대학로예술극장 대극장에서 초연무대를 가진다.